# Савицький Петро Анатолійович
Сави́цький Петро́ Анато́лійович — прапорщик Міністерства внутрішніх справ України.

## З життєпису
Інспектор ДАІ ДПС Києва. В МВС з 1997 року.
Загинув в часі силового розгону Євромайдану. За даними МВС, близько 1-ї години ночі 19 лютого, на перехресті вул. Героїв Севастополя — проспект Відрадний у Києві працівники ДАІ подали сигнал про зупинку водієві автомобіля «MITSUBISHI PAJERO», темного кольору. Водій позашляховика вимогу правоохоронців проігнорував, натомість збільшив швидкість та продовжив рух у напрямку Кільцевої дороги. Під час переслідування правопорушників водій автомобіля «MITSUBISHI PAJERO» пригальмував, з авто вийшов невідомий, який відкрив вогонь з вогнепальної зброї по працівниках міліції. Загинули Петро Савицький та Володимир Євтушок.
Залишилися дружина і двоє дітей.

## Нагороди
- 21 серпня 2014 року — за особисту мужність і героїзм, виявлені у захисті державного суверенітету та територіальної цілісності України, вірність військовій присязі, відзначений — нагороджений орденом «За мужність» III ступеня (посмертно).